# تا ابد در بهشت
تا ابد در بهشت (انگلیسی: Heavenly Ever After؛‏ کره‌ای: 천국보다 아름다운) مجموعه تلویزیونی محصول کره جنوبی سال ۲۰۲۵ در ژانر فانتزی رمانتیک به نویسندگی لی نام کیو و کیم سو جین، به کارگردانی کیم سوک یون و با بازی کیم هه جا، سون سوک کو، هان جی مین، لی جونگ اون، چون هو جین و ریو دوک هوان است. این مجموعه روایت‌گر تجدید دیداری غیرمنتظره میان بانویی سالخورده و همسر فوت‌شده‌اش در بهشت است. تا ابد در بهشت از ۱۹ آوریل ۲۰۲۵، روزهای شنبه و یکشنبه ساعت ۲۲:۳۰ (کی‌اس‌تی) از جی‌تی‌بی‌سی پخش شد و برای استریم در نتفلیکس در مناطق منتخب قابل دسترسی است.

## بازیگران
- کیم هه جا در نقش لی هه سوک[۲]
- سون سوک کو در نقش کو ناک جون[۲]
- هان جی مین در نقش سوم یی[۲]
- لی جونگ اون در نقش لی یونگ ئه[۲]
- چون هو جین در نقش مدیر مرکزی[۲]
- ریو دوک هوان در نقش پاستور[۲]